# بازیگر ذخیره
بازیگر ذخیره (انگلیسی: Understudy) بازیگری است که خود را از پیش برای بازی در یکی از نقش‌های اصلی آماده کرده است تا در هنگام ضرورت به جای آن بازیگر بازی کند.